# Trimmis
Trimmis est une commune suisse du canton des Grisons, située dans la région de Landquart.

Photo aérienne prise à 300 m par Walter Mittelholzer en 1923.